# عدنان الباجه جي
عدنان الباجة جـي (بغداد 14 أيار مايو 1923- 17 تشرين الثاني نوفمبر 2019) وهو سياسي ودبلوماسي عراقي. دكتوراه في العلوم السياسية من جامعة جورجتاون
. سفير العراق في الأمم المتحدة بعد حركة 14 تموز 1958 مباشرة حتى أصبح وزيراً للخارجية في عهد الرئيس عبد السلام عارف (1965 - 1967 م)، وهو ابن السياسي البارز في عهد الملكية (مزاحم الباجه جي الذي كان رئيس الوزراء العراقي خلال حرب فلسطين 1948). وخدم خلال الحرب مع إسرائيل في 1967.
كان عدنان الباجة جي خارج العراق عندما أطاح البعثيون بحكم عبد الرحمن عارف في انقلاب تموز 1968، وارتأى عدم العودة وقرر العمل مع المعارضة العراقية، حيث كان عضوا بارزا فيها. التحق بحكومة أبو ظبي للعمل فيها، وقد حضر اجتماع التوقيع على دستور إقامة الإمارات العربية المتحدة وإعلان استقلال الدولة. مما يذكر أنه عقب احتلال العراق سنة 2003، تم تعيين السيد الباجه جي عضوا في مجلس الحكم العراقي للفترة من 12 تموز يوليو 2003، ولغاية 1 حزيران يونيو 2004 م هي مدة المجلس لحين حله، ومُنح المجلس صلاحيات جزئية في إدارة شؤون العراق، وتولُى رئاسته الدورية للفترة من 1 كانون الثاني يناير 2004 إلى 31 كانون الثاني يناير 2004. ثم أصبح عضواً في الجمعية الوطنية الانتقالية (2004-2005). انتخب في كانون الثاني يناير من عام 2005 عضواً في الجمعية الوطنية العراقية وافتتح جلستها الأولى كأكبر الأعضاء سنّاً. وترشح عام 2010 في انتخابات مجلس النواب العراقي في قائمة أياد علاوي. تمتع الباجه جي بصلات قوية في الخليج، وقضى السنوات التي كان فيها بالمنفى في أبو ظبي، حيث كان مستشارا لحكومة دولة الإمارات العربية المتحدة، وقد توفي فيها يوم 17 تشرين الثاني نوفمبر 2019 عن عمر 96 عاماً.

## ولادته ونشأته وحياته الخاصة
ولد ببغداد في 14 أيار مايو 1923 لأبوين من أسرة الباجة جي من عشيرة السباهي من قبيلة شمر العربية فوالده السياسي ورئيس وزراء العراق الأسبق مزاحم الباجه جي، ووالدته بهيجة حسن الباجه جي التي اقترن بها في تشرين الثاني نوفمبر 1921 فهي ابنة عمة والده، ووالدها حسن الباجه جي الذي كان من أشهر المحامين في العراق في حينه. كان المولود الوحيد لأبويه بسبب سوء حالة والدته الصحية التي اضطرت إلى ولادته بعملية قيصرية في المستشفى الملكي ببغداد. 
ونشأ في بيت سياسي حيث كان والده وعمه حمدي الباجه جي وصهره علي جودت الأيوبي والد زوجته رؤساء وزارات مختلفة في العراق خلال العهد الملكي
تزوج في عام 1946 في أثناء عمله سكرتيراً بالسفارة العراقية بواشنطن من «سلوى» ابنة علي جودت الأيوبي السفير العراقي بواشنطن، ورزق منها بثلاث بنات أولهن ميسون التي ولدت هناك عام 1947، وريمة التي ولدت في بغداد.

### الانتساب
قال إبراهيم الحيدري في ذكره عائلة الباجة جي «ومنها بيت الباجة جي، وهو بيت عز وتجارة وخيرات ومبررات ودولة وتجارة عظيمة، وقد نشأ فيهم الحاج نعمان جلبي، ونال من المال ما لم ينله أحد من التجار، وكان ذا جاه عظیم وخيرات كثيرة وكان يطعم جميع فقراء بغداد وغيرهم من الواردين إلى بغداد سنة القحط والغلاء، وبنى جامعاً وكذا بنى أخوه الحاج أمين جامعاً ببغداد، ثم قام مقام الحاج نعمان المذكور الحاج سليمٌ جلبي ابنُ أخيه، وفي حق مقامه، وبقي منهم رجال من ذوي التجارة، وأجلهم في عصرنا هذا عبد الرحمن چلبی نجل المرحوم الحاج سلیم، وهو من أهل الدراية والفهم والصدق والوفاء، وهم في الأصل من أكابر أهل الموصل من السباهية، والباجه جيون أخوالهم نُسبوا إليهم، ولهم سابقة التوطن في بغداد».

## دراسته
درس الابتدائية في بغداد وانتقل عام 1934 وهو بعمر الحادية عشرة إلى الإسكندرية في مصر لدراسة الثانوية في كلية فيكتوريا وتخرج فيها عام 1940 م. ثم انتقل إلى بيروت فدرس العلوم السياسية في الجامعة الأميركية وتخرج فيها عام 1943. ثم نال درجة الدكتوراه في العلوم السياسية في جامعة جورج تاون بالولايات المتحدة عام 1949م في فترة عمله الدبلوماسي هناك. 

## عمله الدبلوماسي
عين في كانون الأول ديسمبر 1944 في الخارجية العراقية ثم عينه أرشد العمري عام 1945 سكرتيراً ثالثاً في السفارة العراقية بواشنطن بمعية السفير علي جودت الأيوبي وبقي في واشنطن حتى إكماله الدكتوراه وعودته إلى بغداد عام 1949.
عمل في ديوان وزارة الخارجية ببغداد لفترة ثم نقل للعمل كقنصل في القنصلية العراقية بالإسكندرية بمصر، والتي لم يجد لها عملاً في هذه المدينة فاقترح على وزارة الخارجية إلغاء القنصلية فحصلت الموافقة على ذلك. عندها عاد إلى بغداد عام 1950 ليعمل" معاونًا لمدير الدائرة السياسية لشؤون الأمم المتحدة والمؤتمرات في وزارة الخارجية .
في عام 1953 طلبه موسى الشابندر السفير العراقي في واشنطن للعمل بمعيته فعين هناك سكرتيراً أولا لمتابعة الشؤون السياسية وبقي هناك أربع سنوات.

## كتبه
- في عين الاعصار (كتاب) وهي مذكرات الباجه جي الصادر في بيروت عام 2013 في 335 صفحة.

## وفاته
توفي في أبو ظبي في 17 تشرين الثاني نوفمبر 2019 عن عمر ناهز 96 عاما.